# Grotte de Lievrin
La grotte de Lievrin est une grotte située sur le territoire de la commune de Brégnier-Cordon (Ain). 

## Protection
La grotte de Lievrin fait l’objet de classements au titre des monuments historiques depuis les 13 juin 1913 et 15 décembre 2011 . 